# Mladen Jurčević
Mladen Jurčević (Travnik, 4. ožujka 1983.), bivši bosanskohercegovački nogometaš.

## Karijera
Seniorsku karijeru započeo je u NK Vitez, a zatim kratko igra za zenički Čelik. Iz Čelika prelazi u Varteks za koji u 1. HNL nastupa tri sezone. Slijedi povratak u Čelik u kojem se zadržava do 2009. godine kad prelazi u HNK Šibenik. U matični NK Vitez vraća se 2011., da bi početkom 2012. prešao u NK Široki Brijeg. Od 2013. ponovno igra za Vitez s kojim je izborio plasman u Premijer ligu BiH. Jedno vrijeme je bio kapetan momčadi. Na kraju sezone 2014./15. zbog čestih ozljeda okončao je nogometnu karijeru.
Za mladu reprezentaciju BiH odigrao je više od 20 utakmica.